# Bausley with Criggion
Bausley with Criggion (en anglais) ou Bausley a Chrugion (en gallois) est une communauté du Powys, au pays de Galles.

## Géographie
Comme son nom l'indique, la communauté de Bausley with Criggion se compose des villages de Bausley et Criggion / Crugion (en). Elle comprend aussi les hameaux de Crewgreen (cy) et Coedway (cy). Elle se trouve dans le nord-est du Powys, dans le comté historique du Montgomeryshire, près de la frontière anglaise.

## Démographie
Au recensement de 2011, la communauté de Bausley with Criggion comptait 706 habitants.